# DoloMyths Run
La DoloMyths Run (anciennement Dolomites SkyRace), est une épreuve de skyrunning disputée à Canazei dans le Trentin-Haut-Adige depuis 1998.

## Histoire
En 1998, Diego Perathoner et Sergio Valentini, deux membres du Val di Fassa Alpine Rescue décident de créer une épreuve de skyrunning dans leur région. Ils choisissent comme parcours le chemin spectaculaire menant de Canazei au Piz Boè en passant par le col Pordoi,.
La course connaît une véritable reconnaissance internationale en rejoignant le calendrier de la Skyrunner World Series en 2004 et en devenant une épreuve récurrente de la série.
L'édition 2008 accueille les SkyGames. À cette occasion, un kilomètre vertical est ajouté à l'épreuve. Les Italiens Manfred Reichegger et Antonella Confortola s'y imposent. Cette dernière double la mise en remportant également la SkyRace, tandis que Kílian Jornet remporte l'épreuve masculine.
L'année suivante, les championnats d'Europe de skyrunning se déroulent dans le cadre de la manifestation avec pour la première fois l'épreuve du kilomètre vertical en plus de la SkyRace. Urban Zemmer et Antonella Confortola sont titrés sur le kilomètre vertical. Comme en 2008, Antonella réalise le doublé, tandis que Raúl García Castán s'impose sur la SkyRace.
Le kilomètre vertical accueille ensuite l'édition inaugurale des championnats du monde de skyrunning. Urban Zemmer et Laetitia Roux décrochent le titre.
Après trois ans d'absence, la SkyRace fait son retour comme manche régulière de la Skyrunner World Series en 2011.
L'édition 2013 accueille à nouveau les championnats d'Europe de skyrunning pour les épreuves de kilomètre vertical et de SkyRace. Kílian Jornet réalise le doublé. Antonella Confortola s'impose une nouvelle fois sur le kilomètre vertical mais ne prend pas le départ de la SkyRace. C'est la Suédoise Emelie Forsberg qui s'impose dans une course en solitaire,.
Le kilomètre vertical rejoint le calendrier de l'édition inaugurale du Vertical Kilometer World Circuit en 2017.
L'événement change de nom en 2018 et devient la DoloMyths Run. À cette occasion, le Sellaronda Ultra Trail habituellement organisé en septembre dans la même région rejoint la manifestation et se déroule désormais en juillet une semaine avant le kilomètre vertical et la SkyRace.
La SkyRace rejoint le calendrier de la Golden Trail World Series en 2019. Cette même année, une nouvelle course est ajoutée à l'événement, le Half-Trail de 26 km empruntant les chemins du Sellaronda Ultra Trail.
En 2020, en raison de la pandémie de Covid-19, seul le kilomètre vertical est organisé en septembre avec une limite de 150 coureurs.
Pour célébrer la vingt-cinquième édition de l'évènement en 2023, les organisateurs décident de centrer la manifestation autour de l'épreuve-reine de 22 km et de ne pas organiser les autres courses.

## Parcours

### SkyRace
Le départ est donné dans le village de Canazei. Le parcours remonte ensuite sur le col Pordoi. Il effectue ensuite l'ascension jusqu'au Rifugio Forcella Pordoi puis jusqu'au sommet du Piz Boè à 3 152 m d'altitude. Le parcours redescend sur la Boèhütte puis poursuit sur le plateau du Sella. Il descend ensuite le val Lasties jusqu'à l'arrivée à Canazei. Il mesure 22 km pour 1 750 m de dénivelé positif et négatif.
Des chutes de neige la veille de la course rendent la partie supérieure du parcours impraticable en 2009. Un tracé de remplacement est mis en place pour éviter le Piz Boè tout en gardant une longueur sensiblement identique.
En 2010, de la pluie et du brouillard rendent l'accès au Piz Boè difficile. Le parcours est raccourci à 16,3 km pour en éviter l'ascension.
En 2011, des chutes de neige rendent inaccessible la partie supérieure du parcours. Les organisateurs mettent en place un parcours de remplacement de 23 km qui évite le col Pordoi et le Piz Boè.
En 2021, un épais brouillard sur le Piz Boè contraint les organisateurs à modifier le parcours pour éviter ce dernier. Il mesure 21 km pour 1 570 m de dénivelé positif et négatif.
En 2025, le passage au Piz Boè est à nouveau évité comme en 2010 en raison de la pluie et du brouillard. Le parcours est raccourci à 17 km et 1 400 m de dénivelé.

### Kilomètre vertical
Le départ du kilomètre vertical est donnée dans le hameau d'Alba, près de Canazei. Il remonte le flanc du Spiz de Soforcela jusqu'à l'arrivée à 2 465 m d'altitude à 20 mètres sous le sommet. Il mesure 2,4 km pour 1 000 m de dénivelé positif.

## Vainqueurs

### SkyRace
| Édition | Date | Hommes                                              | Hommes                                              | Hommes                                              | Femmes                                              | Femmes                                              | Femmes                                              |
| ------- | ---- | --------------------------------------------------- | --------------------------------------------------- | --------------------------------------------------- | --------------------------------------------------- | --------------------------------------------------- | --------------------------------------------------- |
|         |      | Rang                                                | Athlète                                             | Temps                                               | Rang                                                | Athlète                                             | Temps                                               |
| 1re     | 1998 | 1er                                                 | Fabio Meraldi                                       | 2 h 8 min 40 s                                      |                                                     | Morena Paieri                                       | 2 h 50 min 1 s                                      |
| 2e      | 1999 | 1er                                                 | Jean Pellissier                                     | 2 h 11 min 20 s                                     |                                                     | Morena Paieri — 2e victoire                         | 2 h 44 min 13 s                                     |
| 3e      | 2000 | 1er                                                 | Faustino Bordiga                                    | 2 h 14 min 27 s                                     |                                                     | Daniela Gilardi                                     | 2 h 52 min 43 s                                     |
| 4e      | 2001 | 1er                                                 | Paolo Larger                                        | 2 h 11 min 7 s                                      |                                                     | Michaela Benzoni                                    | 2 h 45 min 29 s                                     |
| 5e      | 2002 | 1er                                                 | Lucio Fregona                                       | 2 h 10 min 10 s                                     |                                                     | Silvana Iori                                        | 3 h 9 min 4 s                                       |
| 6e      | 2003 | 1er                                                 | Saúl Padua                                          | 2 h 14 min 32 s                                     |                                                     | Giovanna Cerutti                                    | 2 h 45 min 48 s                                     |
| 7e      | 2004 | 1er                                                 | Fulvio Dapit                                        | 2 h 11 min 19 s                                     |                                                     | Anna Serra                                          | 2 h 48 min 17 s                                     |
| 8e      | 2005 | 1er                                                 | Michele Tavernaro                                   | 2 h 8 min 30 s                                      |                                                     | Corinne Favre                                       | 2 h 44 min 27 s                                     |
| 9e      | 2006 | 1er                                                 | Agustí Roc Amador                                   | 2 h 7 min 57 s                                      | 47e                                                 | Angela Mudge                                        | 2 h 33 min 13 s                                     |
| 10e     | 2007 | 1er                                                 | Mitja Kosovelj                                      | 2 h 4 min 53 s                                      | 44e                                                 | Angela Mudge — 2e victoire                          | 2 h 30 min 17 s                                     |
| 11e     | 2008 | 1er                                                 | Kílian Jornet                                       | 2 h 6 min 6 s                                       | 38e                                                 | Antonella Confortola                                | 2 h 30 min 9 s                                      |
| 12e     | 2009 | 1er                                                 | Raúl García Castán                                  | 1 h 57 min 17 s                                     | 74e                                                 | Antonella Confortola — 2e victoire                  | 2 h 25 min 17 s                                     |
| 13e     | 2010 | 1er                                                 | Paolo Larger — 2e victoire                          | 1 h 35 min 34 s                                     | 22e                                                 | Laetitia Roux                                       | 1 h 48 min 17 s                                     |
| 14e     | 2011 | 1er                                                 | Luis Alberto Hernando                               | 1 h 50 min 55 s                                     | 30e                                                 | Mireia Miró                                         | 2 h 6 min 23 s                                      |
| 15e     | 2012 | 1er                                                 | Kílian Jornet — 2e victoire                         | 2 h 1 min 52 s                                      | 46e                                                 | Emelie Forsberg                                     | 2 h 26 min 0 s                                      |
| 16e     | 2013 | 1er                                                 | Kílian Jornet — 3e victoire                         | 2 h 0 min 11 s                                      | 56e                                                 | Emelie Forsberg — 2e victoire                       | 2 h 26 min 52 s                                     |
| 17e     | 2014 | 1er                                                 | Kílian Jornet — 4e victoire                         | 2 h 3 min 50 s                                      | 47e                                                 | Laura Orgué                                         | 2 h 26 min 17 s                                     |
| 18e     | 2015 | 1er                                                 | Tadei Pivk                                          | 2 h 2 min 47 s                                      | 51e                                                 | Megan Kimmel                                        | 2 h 25 min 57 s                                     |
| 19e     | 2016 | 1er                                                 | Tadei Pivk — 2e victoire                            | 2 h 3 min 38 s                                      | 58e                                                 | Laura Orgué — 2e victoire                           | 2 h 27 min 42 s                                     |
| 20e     | 2017 | 1er                                                 | Jan Margarit                                        | 2 h 6 min 20 s                                      | 69e                                                 | Laura Orgué — 3e victoire                           | 2 h 36 min 29 s                                     |
| 21e     | 2018 | 1er                                                 | Stian Angermund-Vik                                 | 2 h 1 min 18 s                                      | 46e                                                 | Laura Orgué — 4e victoire                           | 2 h 28 min 54 s                                     |
| 22e     | 2019 | 1er                                                 | Davide Magnini                                      | 2 h 0 min 28 s                                      | 34e                                                 | Judith Wyder                                        | 2 h 18 min 51 s                                     |
| -       | 2020 | Course annulée en raison de la pandémie de Covid-19 | Course annulée en raison de la pandémie de Covid-19 | Course annulée en raison de la pandémie de Covid-19 | Course annulée en raison de la pandémie de Covid-19 | Course annulée en raison de la pandémie de Covid-19 | Course annulée en raison de la pandémie de Covid-19 |
| 23e     | 2021 | 1er                                                 | Stian Angermund-Vik — 2e victoire                   | 1 h 51 min 37 s                                     | 55e                                                 | Judith Wyder — 2e victoire                          | 2 h 14 min 34 s                                     |
| 24e     | 2022 | 1er                                                 | Davide Magnini — 2e victoire                        | 2 h 0 min 40 s                                      | 44e                                                 | Martina Valmassoi                                   | 2 h 39 min 5 s                                      |
| 25e     | 2023 | 1er                                                 | Elhousine Elazzaoui                                 | 2 h 4 min 39 s                                      | 35e                                                 | Judith Wyder — 3e victoire                          | 2 h 24 min 24 s                                     |
| 26e     | 2024 | 1er                                                 | Mattia Bertoncini                                   | 2 h 9 min 27 s                                      | 34e                                                 | Lucija Krkoč                                        | 2 h 34 min 9 s                                      |
| 27e     | 2025 | 1er                                                 | Luca Del Pero                                       | 1 h 36 min 11 s                                     | 37e                                                 | Elisa Desco                                         | 1 h 59 min 58 s                                     |

### Kilomètre vertical
| Édition | Date | Hommes | Hommes                       | Hommes      | Femmes | Femmes                             | Femmes      |
| ------- | ---- | ------ | ---------------------------- | ----------- | ------ | ---------------------------------- | ----------- |
|         |      | Rang   | Athlète                      | Temps       | Rang   | Athlète                            | Temps       |
| 1re     | 2008 | 1er    | Manfred Reichegger           | 33 min 59 s | 15e    | Antonella Confortola               | 39 min 13 s |
| 2e      | 2009 | 1er    | Urban Zemmer                 | 33 min 56 s | 27e    | Antonella Confortola — 2e victoire | 42 min 16 s |
| 3e      | 2010 | 1er    | Urban Zemmer — 2e victoire   | 33 min 16 s | 22e    | Laetitia Roux                      | 40 min 16 s |
| 4e      | 2011 | 1er    | Urban Zemmer — 3e victoire   | 33 min 44 s | 55e    | Nadia Scola                        | 47 min 49 s |
| 5e      | 2012 | 1er    | Nejc Kuhar                   | 33 min 33 s | 30e    | Antonella Confortola — 3e victoire | 40 min 5 s  |
| 6e      | 2013 | 1er    | Kílian Jornet                | 32 min 42 s | 50e    | Antonella Confortola — 4e victoire | 41 min 2 s  |
| 7e      | 2014 | 1er    | Urban Zemmer — 4e victoire   | 32 min 51 s | 36e    | Laura Orgué                        | 38 min 14 s |
| 8e      | 2015 | 1er    | Philip Götsch                | 32 min 38 s | 24e    | Christel Dewalle                   | 38 min 21 s |
| 9e      | 2016 | 1er    | Philip Götsch — 2e victoire  | 31 min 34 s | 31e    | Laura Orgué — 2e victoire          | 38 min 31 s |
| 10e     | 2017 | 1er    | Patrick Facchini             | 32 min 43 s | 19e    | Axelle Mollaret                    | 37 min 39 s |
| 11e     | 2018 | 1er    | Davide Magnini               | 32 min 35 s | 22e    | Victoria Kreuzer                   | 38 min 46 s |
| 12e     | 2019 | 1er    | Davide Magnini — 2e victoire | 32 min 54 s | 14e    | Victoria Kreuzer — 2e victoire     | 40 min 35 s |
| 13e     | 2020 | 1er    | Luka Kovačič                 | 34 min 20 s | 13e    | Victoria Kreuzer — 3e victoire     | 39 min 24 s |
| 14e     | 2021 | 1er    | Davide Magnini — 3e victoire | 33 min 31 s | 28e    | Andrea Mayr                        | 39 min 58 s |
| 15e     | 2022 | 1er    | Luka Kovačič — 2e victoire   | 34 min 10 s | 13e    | Jessica Pardin                     | 40 min 42 s |